# Oswestry (district)
Oswestry was tot 2009 een Engels district in het graafschap Shropshire en telde 37.308 inwoners. De oppervlakte bedraagt 256,1 km². 
Van de bevolking was 17,7% ouder dan 65 jaar. De werkloosheid bedraagt 3,2% van de beroepsbevolking (cijfers volkstelling 2001).

## Plaatsen in district Oswestry
- Gobowen
- Oswestry
- Pant
- Ruyton XI Towns
- St Martin's
- Trefonen
- Whittington